# Тиберий Клавдий Аквила
Вижте пояснителната страница за други личности с името Аквила.
Тиберий Клавдий Субациан Аквила (на латински: Tiberius Claudius Subatianus Aquila) е политик на Римската империя през ранния 3 век.

## Биография
Произлиза от Помпейополис в Пафлгония. Той се издига в аристократичното римско съсловие, както и вероятно брат му Тиберий Клавдий Субациан Прокул (управител на Нумидия 208 – 210). 
Аквила е през 198 г. екви в Нумидия и служи на Септимий Север. Той става префект, Praefectus Aegypti, римски управител на римската провинция Египет от октомври/ноември 206 до януари/февруари 211 г. Той последва Клавдий Юлиан. Следващият управител е Тиберий Магний Феликс Кресцентилиан.